# Tête du Ruitor
La tête du Ruitor (ou le Rutor, italien : Testa del Rutor) est un sommet des Alpes italiennes (3 486 mètres) situé dans la vallée d'Aoste, dans le massif des Alpes grées.

## Toponyme
Le toponyme Ruitor remonte à deux mots du patois valdôtain : roése, glacier, et tor, sommet aigu.